# 9252 Goddard
9252 Goddard eller 9058 P-L är en asteroid i huvudbältet som upptäcktes den 17 oktober 1960 av den nederländsk-amerikanske astronomen Tom Gehrels och det nederländska astronomparet Ingrid van Houten-Groeneveld och Cornelis Johannes van Houten vid Palomarobservatoriet. Den är uppkallad efter amerikanen Robert Goddard.
Asteroiden har en diameter på ungefär 12 kilometer.